# 福克F.XX
福克F.XX（Fokker F.XX，亦稱作F.20）是一款由荷蘭福克飛行器公司研發的三引擎飛機，是福克公司首款採用橢圓機身和可收縮起落架的飛機。雖然F.XX的設計是該公司所生產的飛機之中最先進的，可是美國道格拉斯公司的低單翼雙引擎設計更為先進，使得F.XX只生產了一架，由荷蘭皇家航空營運，後賣給西班牙共和國空軍，該飛機在1938年墜毀。

## 性能
数据来源： http://www.dutch-aviation.nl/index5/Civil/index5-2%20F20.html
基本诸元
- 乘员： 2
- 载客量： 12人
- 长度： 16.5公尺（54英呎1英吋）
- 翼展： 25.70公尺（84英呎3¾英吋）
- 高度： 4.5公尺（14英呎75英吋）
- 翼面积： 96平方公尺（1,033.37平方英呎）
- 空重： 5,350公斤（11,795磅）
- 总重： 8,850公斤（19,510磅）
- 发动机： 3 × 萊特颶風 R-1820-F 9扇葉星型活塞引擎，477千瓦（644匹馬力） 每个

性能
- 最大速度： 325公里/時（202英里/時）
- 航程： 1,660公里（1,031英里）
- 实用升限： 6,200公尺（20,340英呎）
- 爬升率： 5公尺/秒 （英呎/分）